# Sint-Joriskerk (Keulen)
De Sint-Joriskerk (Duits: St. Georg) is een romaanse kerk in de binnenstad van de Duitse stad Keulen. De kerk werd op de resten van een Romeinse controlepost van Colonia gebouwd en is een van de twaalf grote romaanse basilieken van de stad. De Förderverein Romanische Kirchen Köln zet zich in voor het onderhoud en voortbestaan van de kerk.

## Voorgeschiedenis
Bij opgravingen in de jaren 1927-1930 werden onder het huidige middenschip en viering resten van oudere bebouwing ontdekt. De eerste bebouwing op de plek ten zuiden van de Romeinse stadsmuur betrof een militaire straatpost uit de 1e eeuw na Christus. Deze post was belast met de controle van de naar het zuiden voerende verbindingsweg (tegenwoordig Heerstraße). Waarschijnlijk werden in de 7e eeuw de fundamenten hiervan gebruikt voor de bouw van een christelijk heiligdom. De kerk werd gewijd aan Caesarius van Terracina en werd vermoedelijk tijdens invallen van plunderende Noormannen in 881 of 882 verwoest. Op het moment van de nieuwbouw van de Sint-Joriskerk in de 11e eeuw restte hiervan slechts nog een ruïne.

## De geschiedenis van de kerk
In de 11e eeuw werd onder aartsbisschop Anno II (1056–1075) besloten tot de bouw van een koorherenstift in het net buiten de Romeinse stadsmuren liggende Oversburg. De kerk, een drieschepige zuilenbasiliek met dwarsschip, werd in 1074 gewijd aan de heilige Joris. De zijarmen van het dwarsschip hadden tongewelven, terwijl het middenschip van een houten dak werd voorzien. De kerk bezat zowel een oostelijk als een westelijk koor en onder het verhoogde oostelijke koor werd een vijfschepige hallencrypte aangelegd. De clausuurgebouwen werden in het oosten gebouwd. Het klooster werd bevolkt met kanunniken uit het eveneens door aartsbisschop Anno II gestichte klooster van Saalfeld. Tegelijkertijd met het stift liet Anno naast de Sint-Joriskerk de Sint-Jacobskerk bouwen, die als parochiekerk voor de geloofsgemeenschap diende.
Ongeveer 100 jaar later moest de halfronde westelijke apsis wijken voor een representatief westelijk koor met vierkante plattegrond. Het westelijke koor was tevens bedoeld als onderbouw voor een toren, maar deze werd nooit gebouwd. In 1552 werd de Joriskerk door een twee verdiepingen tellende verbindingsgang verbonden met de Jacobkerk. Rond 1700 werd het tentdak van het westelijk koor vervangen door een barok dak met bolvormige bekroning.
Ingevolge de secularisatie van 1802 werd het stift opgeheven. De Sint-Joriskerk nam vervolgens de parochierechten over van de naastgelegen Sint-Jacobkerk, die in 1825 volledig werd afgebroken. Alhoewel er in 1830-1840 een aantal saneringswerkzaamheden werden uitgevoerd, moest de kerk even later wegens instortingsgevaar worden gesloten. In 1870 werd een begin gemaakt met het herstel van de kerk. In de jaren 20 werd opnieuw instortingsgevaar geconstateerd waarna wederom restauratie volgde. Uit deze periode dateren ook de gekleurde ramen van Johan Thorn Prikker.

## Verwoesting en herbouw
Vlak voor de bevrijding van Keulen, op 2 maart 1945, werd de stad getroffen door de laatste en hevigste bombardementen van de Royal Air Force. De Sint-Joriskerk werd door zeven voltreffers geraakt. Het hele middenschip, het transept, de zijkapellen, apsissen, de buitenmuren van het koor alsook de sacristie werden nagenoeg volledig weggeslagen. In de periode 1948-1949 werd aan de westzijde begonnen met de wederopbouw van de kerk. Het vooroorlogse barokke dak werd niet herbouwd en vervangen door een eenvoudig schilddak. Verder werd ervoor gekozen om de kerk zo veel mogelijk met het originele bouwmateriaal van de oude Sint-Joris te herstellen in de staat van voor 1930.

## Inrichting
Westelijk koor
- Een doopvont uit 1230. Mogelijk komt het doopvont uit de naastgelegen Sint-Jacobkerk.
- Beelden van de apostelen Petrus en Paulus (2e helft 18e eeuw). De beelden zijn afkomstig van het barokke hoogaltaar dat in 1839 afgebroken werd.
- Een 1,69 meter hoog pestkruis uit de 12e eeuw.

Kerkschip
- Een aan de muur van de zuidbeuk bevestigd mozaïek van Madonna met Kind van de uit Nederland afkomstige Johan Thorn Prikker (1868-1932)

Dwarsschip
- Een triptiek uit 1558, middenpaneel: De Bewening van Christus; linkervleugel: de kruisdraging met de hl. Petrus en hl. Anno; rechtervleugel: Opstanding van Christus met de hl. Caesarius en de hl. Joris.
- Aan de noordoostelijke pijler bevindt zich een vroeg-18e-eeuws barok beeld van de maagd Maria; verondersteld wordt dat het beeld is gemaakt door de Nederlandse kunstenaar Jan van Rick in opdracht van het Cisterciënzerklooster in Bottenbroich.

Oostelijk koor
- Een kleurrijk epitaaf uit 1545.
- Aan de noordzijde van het koor een sacramentshuis (1556).
- Een crucifix uit 1070. Het betreft een kopie, het origineel bevindt zich in het Keulse Museum Schnütgen. Het originele corpus werd in 1921 ontdekt in de crypte en is het enige voorwerp uit de oorspronkelijke kerk dat behouden bleef. Voeten en armen ontbreken van het origineel.
- De glas-in-loodramen van Johan Thorn Prikker (1868-1932). Tijdens de Tweede Wereldoorlog werden de ramen verwoest, maar delen werden bewaard en aan de hand van bewaarde ontwerptekeningen konden de ramen na de oorlog worden gereconstrueerd.
- De schatkamer bevat onder andere een aantal liturgische voorwerpen; een barokke reliekhouder van Sint-Joris (arm) en laatgotische buste van de heilige Pancratius en een 10e-eeuws evangeliarium.

## Afbeeldingen

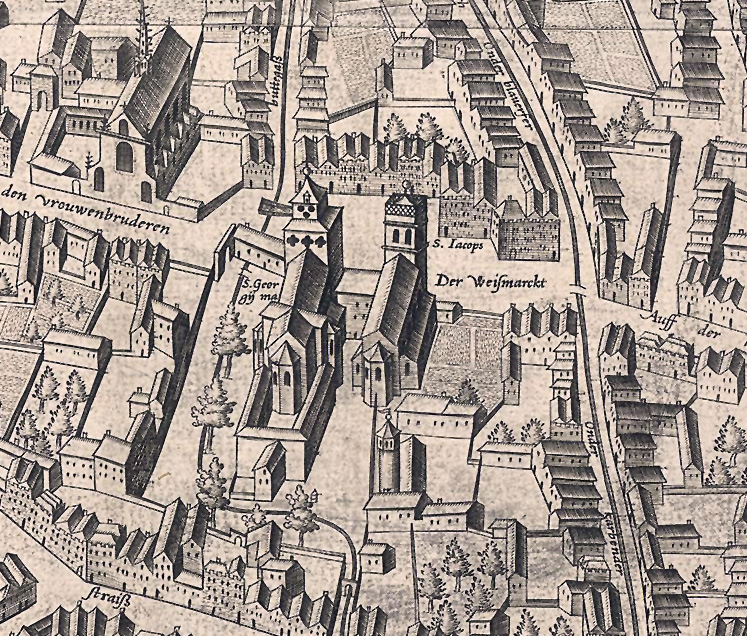
Uitsnede stadsplattegrond met links de Sint-Joriskerk en rechts de Sint-Jacobkerk (1571)
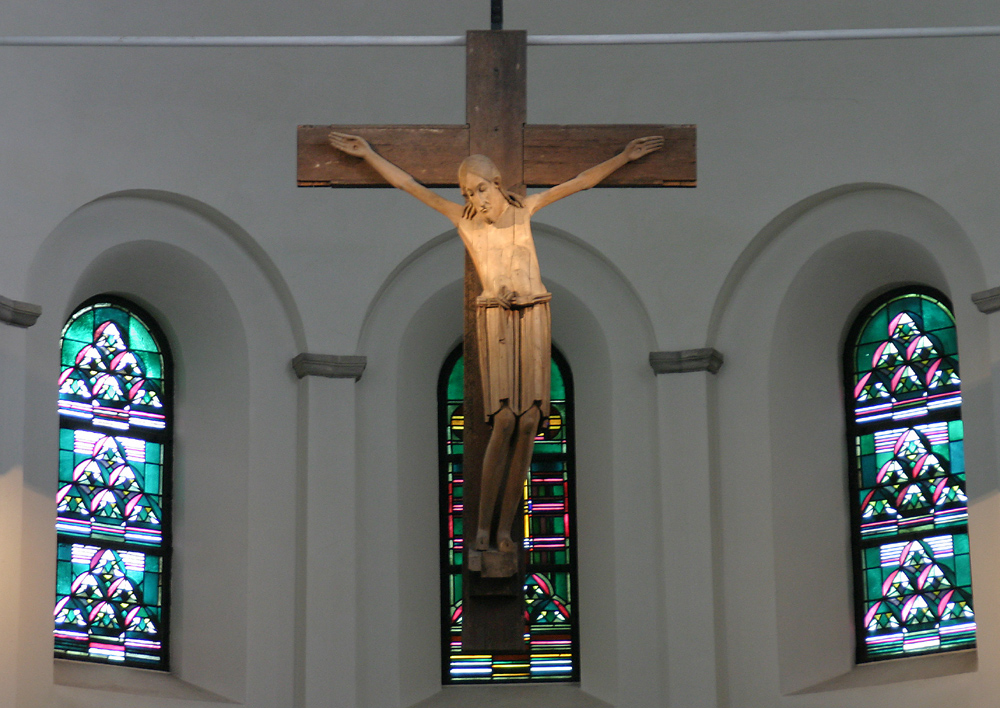
Reconstructie van crucifix uit 1070
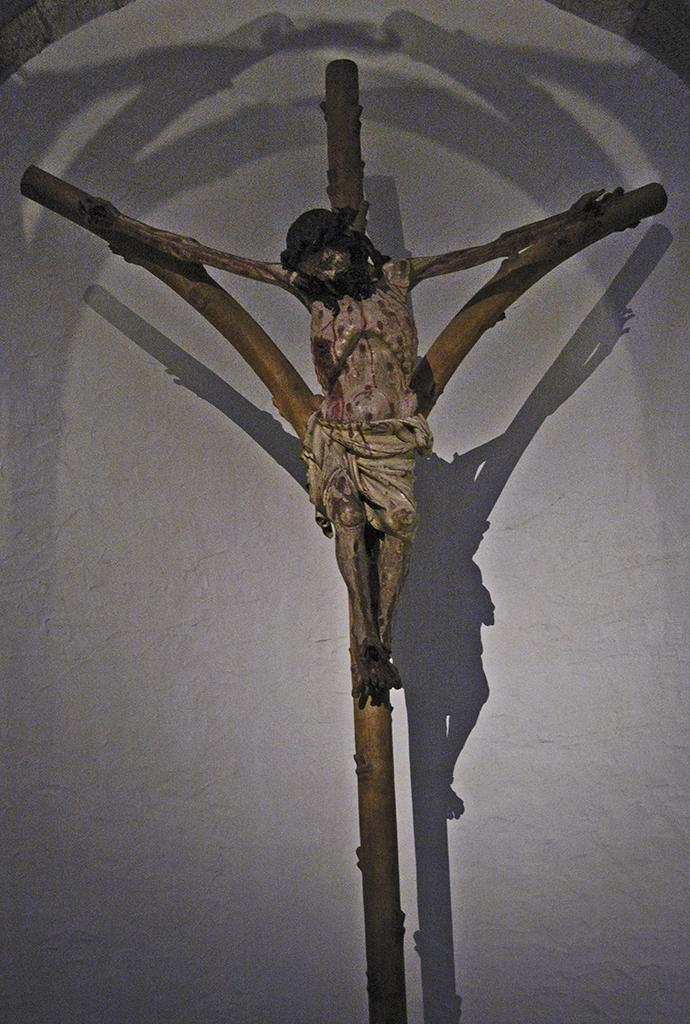
Pestkruis
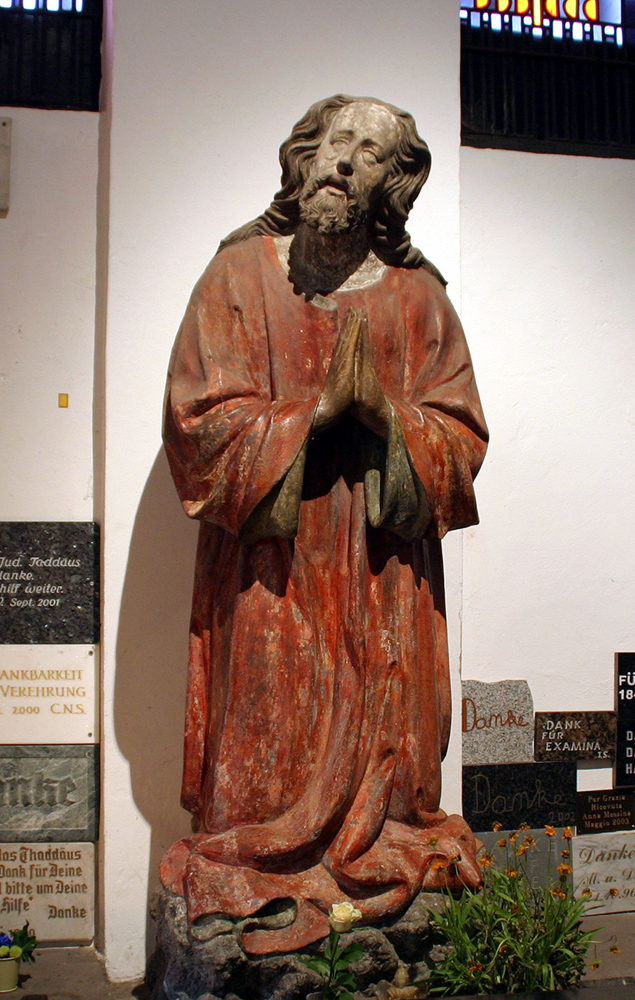
Beeld van Christus op de Olijfberg
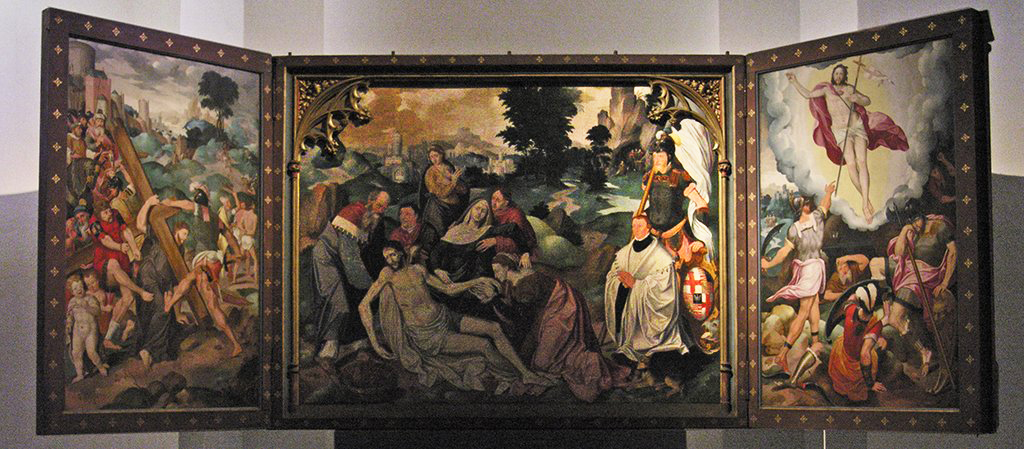
Triptiek